# Geogenanthus
Geogenanthus là một chi thực vật có hoa trong họ Commelinaceae.